# Gare de Brandon
La  gare de Brandon  est une gare ferroviaire canadienne, érigée par le chemin de fer Canadien Pacifique entre 1911 et 1912 . Elle se trouve à la limite nord du centre original de la ville de Brandon.

## Histoire
La gare est « typique du style Beaux-Arts par sa symétrie rigoureuse, ses ornements classiques, son emplacement bien choisi et sa présence monumentale » 
Un accident terrible survient à la gare le 12 janvier 1916; une collision entre deux trains résultant en 16 décès le jour de l’accident et trois autres ouvriers meurent de leurs blessures dans les jours qui suivent .

## Patrimoine ferroviaire
La gare est désignée gare ferroviaire patrimoniale du Canada depuis 1992  et « Site du patrimoine provincial » depuis 2011 .

## Musée
La gare abrite le musée du chemin de fer Dauphin, qui présente des artefacts ferroviaires et des expositions sur le service ferroviaire dans la région, le chemin de fer Canadian Northern Railway et plus tard le chemin de fer Canadien National.